# Atalanta (Händel)
Atalanta (títol original en italià, en català Atalanta), Händel-Werke-Verzeichnis 35, és una obra dramaticomusical en tres actes composta  per Georg Friedrich Händel sobre un llibret en italià . Es va estrenar el 12 de maig de 1736 al Theatre Royal, Covent Garden de City and Liberty of Westminster.